# Draba californica
Draba californica là một loài thực vật có hoa trong họ Cải. Loài này được (Jeps.) Rollins & R.A.Price mô tả khoa học đầu tiên năm 1988.